# Cedrodammen
Cedrodammen (portugisiska: Açude do Cedro) är en bevattningsdamm nära Quixadá i Ceará i Brasilien. Dammen med tillhörande bevattningskanaler är Brasiliens första stora bevattningsanläggning. Dammbygget initierades av kejsar Peter II och stod klart 1906.
Reservoaren, som rymmer 125 miljoner m³, består av fem dammvallar av murverk och sten som dämmer floden Sitiá och ett antal mindre vattendrag. På krönet står skyddsräcken av stenbalustrar och smide från skotska gjuteriet Walter Macfarlane & Co.
Dammen anses ha stort historiskt och socioekonomiskt värde. Den har nominerats till Världsarv av Brasiliens regering.

## Historia
Nordöstra Brasilien drabbas återkommande av torka. En av de allvarligaste torrperioderna, ’Den stora torkan’ (Grande seca), inträffade 1877–1879. Hundratusentals personer svalt ihjäl och många flydde missväxten i inlandet till storstäderna vid kusten. För att motverka torrperiodernas följder beslutade kejsar Peter II att utreda möjliga platser för bevattningsdammar i Ceará år 1877.
Cedrodammen började byggas väster om Quixadá år 1890. Efter ett uppehåll slutfördes arbetet av Bernardo Piquet Carneiro år 1906. Dammen med anslutande kanalanläggning togs i bruk under den första brasilianska republiken 1907.